# Ngụy Thanh Thái
Ngụy Thanh Thái (chữ Hán: 魏清泰; ? - ?) là một quan lại ngoại thích thời Thanh Cao Tông Càn Long Hoàng đế. Ông là thân phụ của Hiếu Nghi Thuần Hoàng hậu, từng là Hoàng quý phi tại vị dưới thời Càn Long Đế, đồng thời ông cũng là ngoại tổ phụ của Gia Khánh Đế.

## Tiểu sử
Cứ theo Thanh sử cảo, Ngụy Thanh Thái là người Hán thuộc Hán quân kỳ. Còn theo Bát Kỳ Mãn Châu thị tộc thông phổ (八旗滿洲氏族通譜), Ông vốn xuất thân từ dòng họ Thẩm Dương Ngụy thị (瀋陽魏氏), nhưng thiếu cứ liệu chi tiết. Có một ít tư liệu chứng minh, tổ tiên Ngụy thị vốn là bộ hạ của Tam Phiên Cảnh thị (三藩耿氏). Tam Phiên Cảnh thị có 7 chức Tá lĩnh, gồm 2 cũ 5 mới, trong đó có Tân Tá lĩnh tên Ngụy Quốc Hiền (魏國賢), là tổ 4 đời của Ngụy thị, mà chi họ của Ngụy Quốc Hiền ở Thanh sơ cải thành Chính Hoàng kỳ Bao y, trực thuộc Tân giả khố.
Đến thời trung kì Ung Chính, gia tộc Ngụy Giai thị đã đạt đến hàng giai cấp tầm trung đẳng trong nhóm quan lại Bao y thuộc Nội vụ phủ. Ngụy  nhậm Nội quản lĩnh, một chức quan nhỏ trong Nội vụ phủ, quản lý một nhóm người Bao y chuyên cung cấp nhu yếu phẩm trong Hậu cung nhà Thanh. Con gái ông là Ngụy thị, nhập cung làm Cung nữ tử theo sự sắp xếp tuyển chọn của Nội vụ phủ, vào khoảng những năm đầu Càn Long được Hiếu Hiền Thuần Hoàng hậu giáo dưỡng, tiến cử mà trở thành phi tần của Càn Long Đế.
Năm Càn Long thứ 13 (1748), ông phụ trách bày biện bánh trái thờ Hiếu Hiền Thuần Hoàng hậu, vẫn luôn kéo dài chưa chuẩn bị, sau đó bị hạch tội "Chậm trễ hiến cung bánh trái" mà bị phạt nặng 80 trượng, sau đó còn bị giáng hai cấp. Không rõ ông qua đời khi nào.
Vào năm Càn Long thứ 16 (1751), khi đã là Lệnh phi, Ngụy thị mới được sửa thiện đãi, nâng toàn gia làm [Tương Hoàng kỳ Bao y Tá lĩnh]. Đến năm Càn Long thứ 40 (1775), ngày 25 tháng 1 (âm lịch), trước khi Hoàng quý phi Ngụy thị qua đời 4 ngày, Càn Long Đế mới quyết định đem nhà Ngụy Giai thị vào [Mãn Châu Tương Hoàng kỳ]. Có thể thấy rõ, vào thời điểm trước cả khi Ngụy thị qua đời, cả nhà bà đã chính thức trở thành Mãn tộc. Tuy vậy, theo Quất Huyền Nhã (橘玄雅) tìm hiểu, nâng kỳ cho ngoại thích vốn phải nâng cả nhà, tuy nhiên trường hợp nhà Thanh Thái thì chỉ nâng kỳ cho hậu duệ của Thanh Thái, còn phiên hệ khác vẫn như cũ là Bao y.
Năm Càn Long thứ 60 (1795), từ khi Hoàng quý phi Ngụy thị trở thành Hiếu Nghi Hoàng hậu, Càn Long Đế lấy lý do Ngụy Giai thị chỉ là "Hầu cận Hiếu Hiền Hoàng hậu", nên gia tộc họ Ngụy cho tập thế tước truyền đời chỉ là [Nhất đẳng Hầu; 一等侯],. Cha của Hoàng hậu Ngụy thị là Ngụy Thanh Thái vốn không có phong thụy, sau do các quan viên Lễ bộ dâng tấu thỉnh thì Càn Long Đế mới cho truy tặng làm Tam đẳng Thừa Ân công (三等承恩公), còn Dương Giai thị tặng làm Công thê Nhất phẩm Phu nhân (公妻一品夫人). Dưới thời Gia Khánh, gia tộc Ngụy thị được sửa gọi [Ngụy Giai thị].

## Gia đình
- Thân phụ: Võ Sĩ Nghi (武士宜)
- Thân mẫu: Niên thị, từng nhậm Nữ quan.
- Thê thiếp: Dương Giai thị, từng nhậm Nữ quan, sau phong tặng Công thê Nhất phẩm Phu nhân (公妻一品夫人).
- Hậu duệ:

1. Con gái, tức Hiếu Nghi Thuần Hoàng hậu.
2. Hai con trai. Con cả Cát Khánh (吉慶), nhậm Tổng quản Nội vụ phủ, rồi Đô thống. Con thứ là Đức Hinh (德馨), từng nhậm Tá lĩnh.
3. Cháu nội, Quế Lâm (桂林), nhậm Tá lĩnh.
4. Chắt nội, Hoa Sa Bố (花沙布), nhậm Phó Đô thống kiêm Tá lĩnh, thừa tước Tam đẳng Thừa Ân công (三等承恩公).